# 克莱德·拉福莱特
克莱德·爱德华·拉福莱特（英語：Clyde Edward Lovellette，1929年9月7日—2016年3月9日），美国NBA联盟的前职业篮球运动员。他在1952年的NBA选秀中第1轮第9顺位被明尼阿波利斯湖人选中。